# Larry Fast
Lawrence Roger 'Larry' Fast (Newark (New Jersey), 10 december 1951) is een Amerikaans bespeler van allerei synthesizers en aanverwante apparaten/instrumenten/computerapparatuur. Als solist werd hij bekend onder de naam Synergy.
Fast groeide op in Livingston (New Jersey) en bezocht het Lafeyette College in Pennsylvania, waar hij een graad haalde in geschiedenis. Hij begon daar ook aan een studie viool en piano en combineerde dat met computerwetenschappen om zo tot een samenspel (synergy, "synergie") van disciplines te komen. Destijds begon hij ook met het bouwen van zijn eigen synthesizers. Hij kwam in contact met Rick Wakeman, de toetsenist van Yes. Hij werkte mee aan het album Tales from Topographic Oceans en kreeg mede daardoor een contract bij platenlabel Passport Records. Ook werkte hij met Nektar. Via genoemd label leverde hij in 1975 zijn eerste album op onder de naam Synergy: Electronic Realizations for Rock Orchestra. Dit album maakt (net als de meeste van de volgende albums) uitsluitend gebruik van elektronische instrumenten, hoofdzakelijk synthesizers. Ondertussen kreeg Fast steun van Robert Moog zelf. Het album viel Peter Gabriel op, die hem inschakelde voor zijn eerste soloalbum Peter Gabriel I. Hij ging tevens op tournee met Gabriel en belandde in diens band, met als een van de leden ook Tony Levin. Het werd een lange verbintenis tussen  Fast en Gabriel. Het contract met de tamelijk succesvolle Gabriel leverde voldoende geld op om de meer technische albums van Synergy te kunnen blijven maken. Naast Gabriel verzorgde Fast ook de toetspartijen voor bijvoorbeeld Foreigner, Kate Bush, Art Garfunkel, Annie Haslam en de Fugees.
Na de drukke jaren 80 werd het stil rondom Fast en ook van Synergy kwam zelden meer iets uit, afgezien van heruitgaven van Synergy's oude albums en de compilatie Reconstructed Artifacts. Wel was hij betrokken bij de heroprichting van Nektar in 2002 en heeft hij deel uitgemaakt van de band van Tony Levin. In 2013 verscheen van Synergy een nieuw nummer, Tower Indigo, dat inbegrepen werd op het album Possibilities of Circumstance, een compilatie met nummers van verschillende artiesten.

## Discografie Synergy
- 1975: Electronic Realizations for Rock Orchestra – nr. 66 in de Billboard 200 (18 weken)
- 1976: Sequencer – nr. 144 in de Billboard 200 (11 weken)
- 1978: Cords – nr. 146 in de Billboard 200 (6 weken)
- 1979: Games
- 1981: Audion
- 1981: Computer Experiments, Volume One
- 1982: The Jupiter Menace (soundtrack)
- 1984: Semi-Conductor (compilatie met 2 nieuwe nummers)
- 1987: Metropolitan Suite
- 1998: Semi-Conductor, Release 2 (heruitgave van Semi-Conductor, geremasterd en met 10 extra nummers)
- 2003: Reconstructed Artifacts (compilatie met opnieuw opgenomen versies van oude nummers)